# 21276 Феллер
21276 Феллер (21276 Feller) — астероїд головного поясу, відкритий 8 жовтня 1996 року.
Тіссеранів параметр щодо Юпітера — 3,586.